# John George Beresford
John George de la Poer Beresford (22 novembre 1773-18 juillet 1862), est un archevêque anglican et primat d'Irlande. 

## Biographie
Né à Tyrone House, Dublin, il est le deuxième fils de George Beresford (1er marquis de Waterford) et de son épouse Élizabeth, fille unique de Henry Monck et petite-fille maternelle de Henry Bentinck (1er duc de Portland). Il fréquente les collège d'Eton et de Christ Church à Oxford, où il obtient un baccalauréat ès arts en 1793 et une maîtrise ès arts trois ans plus tard. 

## Carrière
Il est ordonné prêtre en 1797 et commence sa carrière ecclésiastique avec des cures à Clonegal et Newtownlennan. En 1799, il devient doyen de Clogher et est élevé à l'épiscopat comme évêque de Cork et Ross en 1805. Il est transféré et devient évêque de Raphoe deux ans plus tard et nommé 90e évêque de Clogher en 1819. Il est consacré archevêque de Dublin l'année suivante et admis au Conseil privé d'Irlande. En 1822, il devint le 106e archevêque d'Armagh et, par conséquent, le primat de toute l'Irlande. Il est devenu prélat de l'ordre de Saint-Patrick et aumônier d'Irlande. Vice-chancelier depuis 1829, il est nommé 15e chancelier de l'université de Dublin en 1851, poste qu'il occupa jusqu'à sa mort en 1862 . 

## Restauration de la cathédrale Saint-Patrick
Beresford fait appel à Lewis Nockalls Cottingham, l'un des architectes les plus qualifiés de l'époque, pour restaurer la cathédrale anglicane Saint-Patrick d'Armagh. Cottingham enlève l'ancienne flèche rabougrie et consolide les étages du beffroi pendant qu'il reconstruit les piliers et les arches en dessous. Les murs d'arcade, qui se sont détachés jusqu'à 21 pouces de la perpendiculaire du côté sud et 7 pouces du côté du nord, sont redressés au moyen de fers chauffants et les fenêtres à claire-voie qui ont longtemps été dissimulées ont été ouvertes. rempli d'entrelacs. 
Beresford est représenté de manière antipathique par Montalembert, avec lequel il déjeune à Gurteen de la Poer lors de son tour d'Irlande. Il décède à Woburn, chez sa nièce dans la paroisse de Donaghadee et est enterré dans la cathédrale. 